# イヌザクラ
イヌザクラ（犬桜、学名: Padus buergeriana）は、バラ科ウワミズザクラ属の落葉高木。山地に生える。別名、シロザクラともよばれ、若木の白っぽい樹皮の様子から名付けられている。中国名は布氏稠李（別名：橉木）。

## 分布と生育環境
日本では、本州（主に青森県上北郡以南）、四国、九州に分布し、山地に生育する。アジアでは朝鮮の済州島に分布する。

## 特徴
幹の高さは10メートル (m) になる。樹皮は暗褐色から灰褐色で光沢があり滑らか、皮目が点在する。老木になると黒っぽくなり細かく剥がれる。若い枝は細く、緑色でしばしば赤褐色を帯び、ほぼ無毛、次年には灰白色になる。類似のウワミズザクラ（学名: Padus grayana）より若木の樹皮は白っぽく横筋がある。
葉は、長さ10 - 15ミリメートル (mm) の葉柄をもって枝に互生し、形は倒卵形から狭長楕円形または長楕円形になる。葉の先端は鋭尖形で、基部は円形またはくさび形で、葉身の長さは5 - 8.5センチメートル (cm) になる。葉の両面はふつう無毛で、ときに両面の中脈に毛が生える場合がある。縁には細く鋭い鋸歯がある。
花期は4 - 5月。前年枝の下方に試験管ブラシ状の総状花序が数個互生し、径5 mmの白色の5弁花を多数咲かせる。花序は長さ6 - 9 cmになり、花序枝には葉がつかないのが特徴で、花序枝に葉がつく同属のウワミズザクラやシウリザクラと区別することができる。花弁の長さは2 mm。雄蕊は12 - 20本あり、花弁より長く伸びる。果実は6月に熟して赤色から黒色になる。
冬芽は卵形をした紅紫色でつやがある鱗芽で、4 - 8枚の芽鱗に包まれている。枝先に仮頂芽がつき、側芽は枝に互生する。葉痕は半円形や三角形で、維管束痕が3個つく。
- 花序枝に葉がつかない。
- 樹皮は皮目が点在する。
- ウワミズザクラ
花序枝に葉がつく。
- シウリザクラ
花序枝に葉がつく。